# Mazzo di Valtellina
Mazzo di Valtellina (deutsch: Matsch im Veltlin) ist eine Gemeinde mit 1024 Einwohnern (Stand 31. Dezember 2023) in der italienischen Provinz Sondrio in der Region Lombardei und liegt im oberen Veltlin.

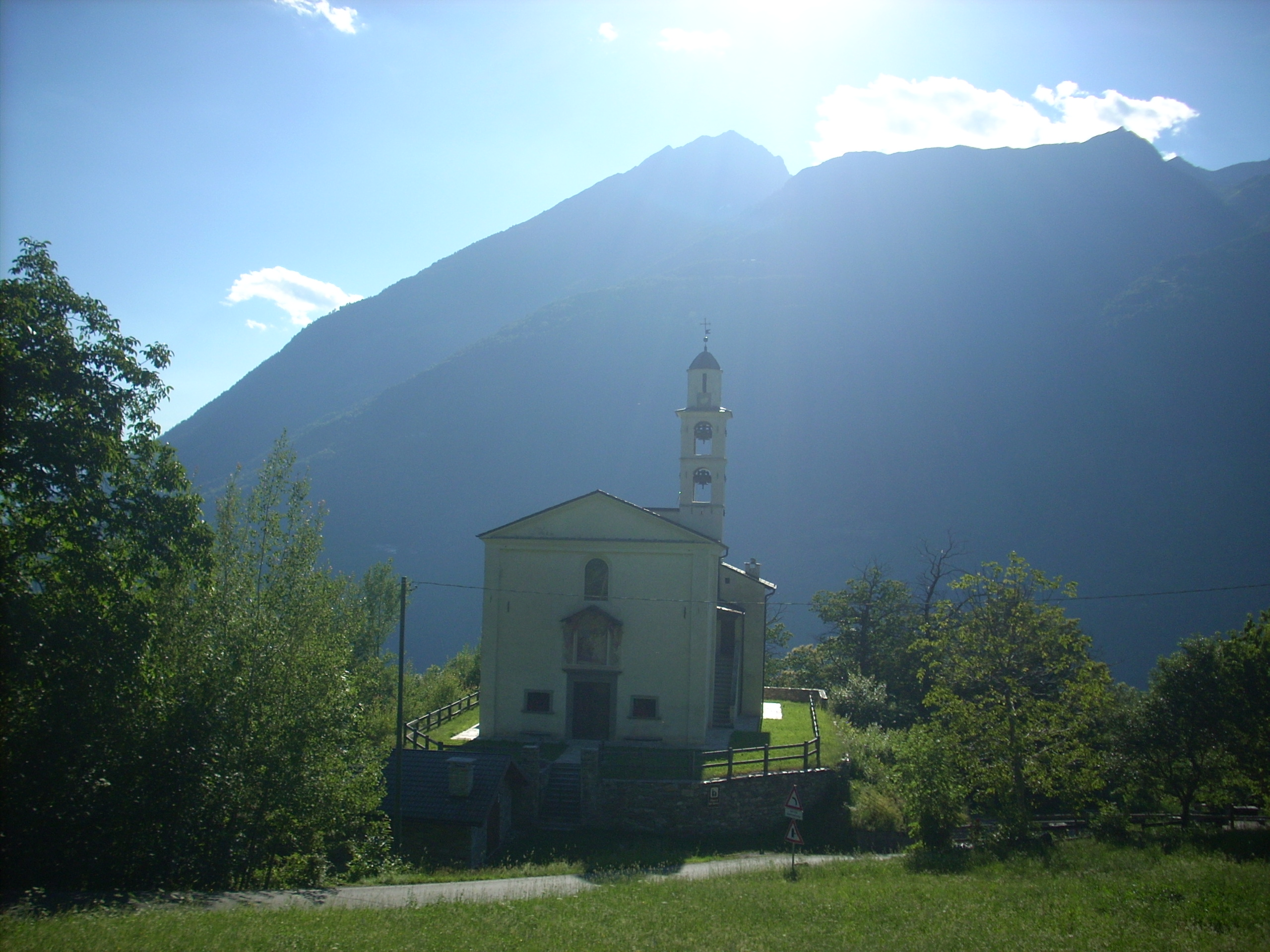
Kirche San Matteo e Filippo Neri

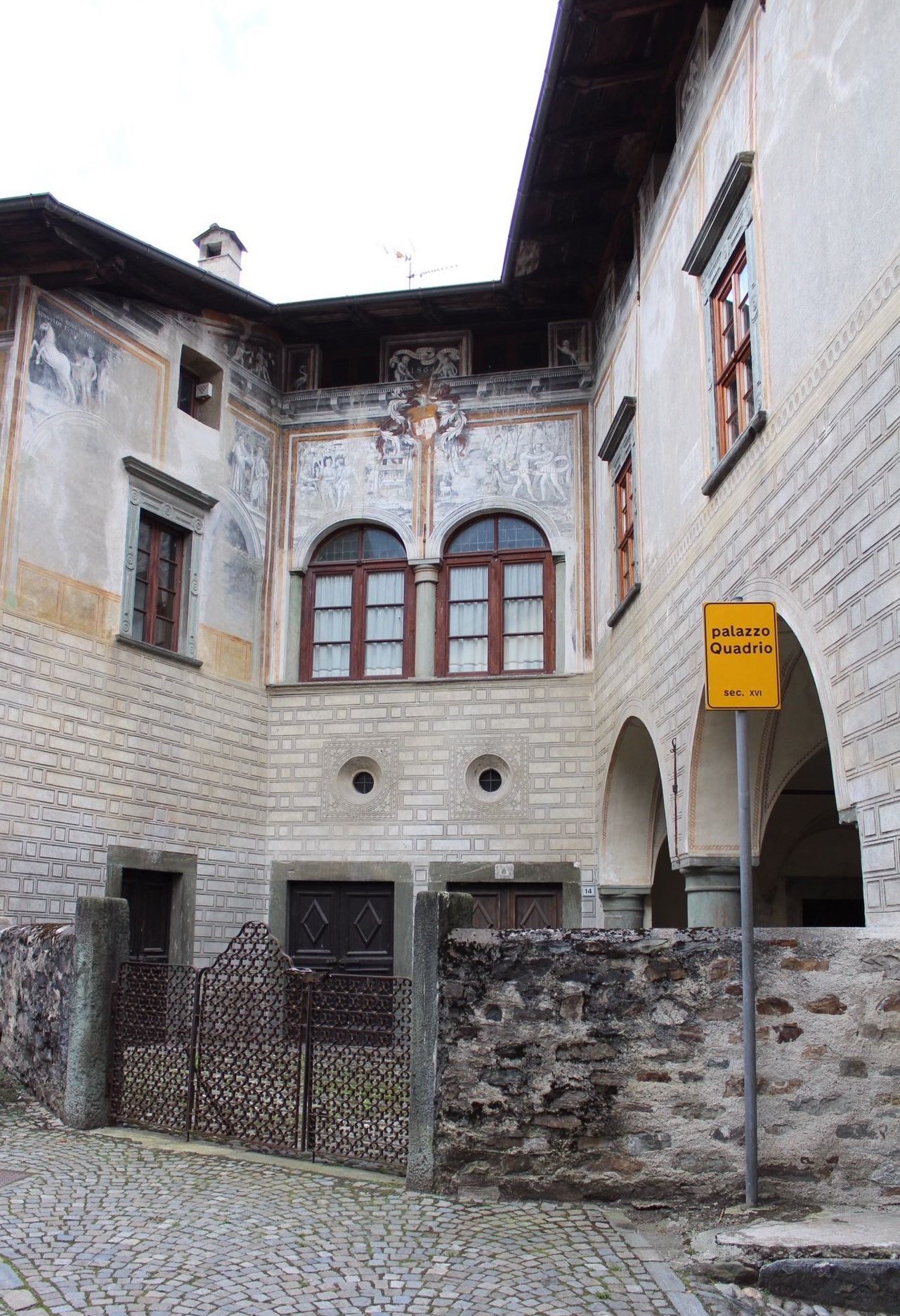
Palazzo Quadrio

## Geographie
Die Nachbargemeinden sind Grosotto, Monno (BS), Tovo di Sant’Agata und Vervio.

## Geschichte
Aus Mazzo stammt wahrscheinlich das Bündner Adelsgeschlecht der Vögte von Matsch.

## Sehenswürdigkeiten
- Kirche Santa Maria (XV. Jahrhundert)
- Taufkirche San Giovanni Battista (mittelalterlich)
- Oratorium Santi Carlo Borromeo und Ambrogio
- Wohnhaus Venosta
- Propsteikirche Santo Stefano (VIII. Jahrhundert) – erneuert im XV. Jahrhundert, Sakristei mit Fresken (XVI. Jahrhundert), Portal (1508) und Glockenturm dekoriert mit Graffiti
- Wohnhaus Lavizzari ex Venosta von Match mit Graffiti (XVI. Jahrhundert)
- Palast Quadrio-Venosta
- Burg von Pedenale und Schloss Bellaguardia von Tovo di Sant’Agata
- Kirche Sant’Abbondio in Vione mit Fresken von Cipriano Valorsa (1587)
- Kirche Santi Matteo e Filippo Neri errichtet von Luganeser und gegründet im 1667